# Mongane Wally Serote

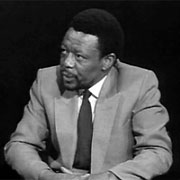
Dr. Mongane Wally Serote

Mongane Wally Serote (Sophiatown (Johannesburg), 1944) is een Zuid-Afrikaanse dichter en schrijver en een van de meest toonaangevende Zuid-Afrikaanse auteurs van de jaren 70.

## Biografie
Serote ging naar school in Alexandra, Lesotho en Soweto. In  juni 1969 werd hij door de apartheidsregering gearresteerd onder de Terrorism Act. Hij verbleef negen maanden in eenzame opsluiting voordat hij - nog steeds zonder aanklacht - werd vrijgelaten.
Hij won de Ingrid Jonker-prijs in 1974 en via een Fulbright-beurs kreeg hij de kans Schone Kunsten te studeren aan de Columbia-universiteit te New York.
In 1979 keerde hij naar Zuid-Afrika terug waarna hij tot 1990 in een zelf opgelegde ballingschap te Gaborone, Botswana bij het Medu Arts Ensemble ging werken waar hij zich ging inzetten voor het Afrikaans Nationaal Congres. Van 1983 tot 1986 was hij hoofd van het departement Kunst en Cultuur en van 1986 tot 1990 cultureel ambassadeur voor het Verenigd Koninkrijk en Europa.
Terug in Zuid-Afrika, werd hij in 1994 tot parlementslid voor het ANC verkozen en aangesteld als voorzitter van het comité voor kunst, cultuur, taal, wetenschap en technologie.
Serote’s eerste twee bundels waren toonaangevend binnen de zwarte bewustwordingsbeweging in Zuid-Afrika. Zijn latere werk wordt gekenmerkt door langere gedichten en elementen uit de mondelinge traditie zoals ritme en herhaling.
Hij ontving een eredoctoraat aan de Universiteit van Natal in mei 1991. Naast verschillende andere prijzen, ontving hij de Noma Award for Publishing in Africa (1993) en de Chileense Pablo Neruda-Award (2004).
Thans woont Serote in Pretoria waar hij hoofd is van het ANC departement Kunst en Cultuur en CEO van Freedom Park dat hij begin 2009 opende.

### Poëzie
- Yakhal'inkomo (1972)
- Tsetlo (1974)
- No baby must weep (1975)
- Behold Mama, Flowers (1978)
- The Night Keeps Winking (1982)
- A tough tale (1987)
- Third world express (1992)
- Come and Hope With Me (1994)
- Freedom Lament and Song (1997)

### Novelles
- To every Birth its Blood (1981)
- Gods of Our Time (1999)

### Essays
- On the Horizon (1990)